# 森連

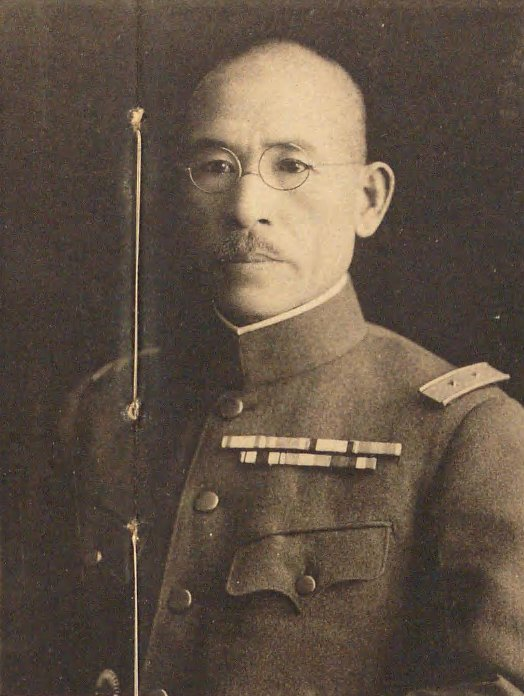
森連

森 連（もり むらじ、1876年1月8日 - 1937年7月23日）は、日本陸軍の軍人。最終階級は陸軍中将。

## 略歴
山口県出身。1899年（明治32年）11月、陸軍士官学校（11期）を卒業し、翌年6月、歩兵少尉任官。1909年（明治42年）12月、陸軍大学校（21期）を卒業。台湾総督府参謀に就任。
1917年（大正6年）5月、天津駐屯歩兵隊長となり、1921年（大正10年）4月、歩兵大佐に昇進し陸軍歩兵学校教導連隊長に就任。1923年（大正12年）8月、第10師団参謀長に転じた。1924年（大正13年）12月、陸軍少将に進級し歩兵第6旅団長に着任。1926年（大正15年）3月、近衛歩兵第1旅団長に異動。1927年（昭和2年）3月、第5師団司令部付となる。
1930年（昭和5年）8月、陸軍中将に進み独立守備隊司令官に発令され満州に赴任。満州事変に出動した。1932年（昭和7年）8月、第14師団司令部付に転じ、同年10月、同師団留守司令官に就任。1933年（昭和8年）3月、第1師団長に親補された。1934年（昭和9年）8月、待命、翌月に予備役編入となった。